# Another Side (album)
Another Side er et album fra den amerikanske sanger og skuespiller Corbin Bleu. Det blev udgivet i 2007.
Det blev udgivet i Maj 2007

## Numre
1. Deal with It – 3:04
2. Stop – 3:24
3. Roll with You – 2:59
4. She Could Be – 3:26
5. I Get Lonely – 3:35
6. We Come to Party – 3:04
7. Mixed Up – 2:54
8. Still There for Me – 3:39
9. Marchin' – 3:02
10. Never Met a Girl like You – 3:40
11. Homework (feat. JKing) – 2:58
12. Push It to the Limit – 3:14
13. If She Says Yeah – 3:57
14. Shake It Off – 4:06